# Zofia Matysikowa
Zofia Matysikowa z domu Tomaszewicz (ur. 4 sierpnia 1917 w Odessie, zm. 16 lutego 1997 w Gdańsku) – polska doktorka chemii, nauczycielka akademicka, pedagożka, aktywistka i popularyzatorka tej dziedziny nauki. Specjalizowała się w zagadnieniach z zakresu nauk chemicznych, głównie dydaktyki i metodyki nauczania chemii. Mistrzyni Polski w pływaniu stylem dowolnym z 1939 roku.

## Życiorys
Córka polskiego inżyniera kolejnictwa, który nadzorował budowę magistrali kolejowych na terenie Imperium Rosyjskiego. Po I wojnie światowej rodzina przyjechała do Wilna. Zofia początkowo uczyła się w gimnazjum prowadzonym przez Zgromadzenie Sióstr Najświętszej Rodziny z Nazaretu. Następnie studiowała na Uniwersytecie Wileńskim. Studiów jednak nie ukończyła. 
W latach 1939–1945 członkini Armii Krajowej, uczestniczka tajnych kompletów. Uczestniczyła w operacji „Ostra Brama” rozpoczętej 7 lipca 1944, której celem było oswobodzenie Wilna z okupacji niemieckiej. Jej głównym zajęciem było fałszowanie dokumentów.
Po II wojnie światowej osiedliła się w Toruniu. Absolwentka Uniwersytetu Mikołaja Kopernika w tym mieście. Po studiach pracowała jako asystentka Witolda Zacharewicza, polskiego chemika. W 1948 obroniła pracę doktorską. Poświęciła ją chemii terpenów.
Od 1952 mieszkała w Gdańsku. Związała się zawodowo z Instytutem Chemii Wyższej Szkoły Pedagogicznej w Gdańsku. Z jej inicjatywy w 1954 powstał Zakład Metodyki Nauczania Chemii (dziś Zakład Dydaktyki Chemii), pierwszy w Polsce po wojnie. Kierowała nim do 1987, gdy przeszła na emeryturę. Doprowadziła do tego, że zaczęto przeprowadzać przewody doktorskie z dydaktyki chemii. W latach 1976–1985 jako pierwsza w kraju wypromowała pięciu doktorów chemii, wśród nich trzy kobiety. Wypromowała około 200 magistrów chemii. Recenzowała prace doktorskie z zakresu dydaktyki chemii. Organizowała cykliczne seminaria dla czynnych nauczycieli oraz metodyków chemii. Współpracowała z Instytutem Kształcenia Nauczycieli i Ośrodkiem Metodycznym w Gdańsku. W Wyższej Szkole Pedagogicznej w Gdańsku w latach 1953–1956 pełniła funkcję dziekana Wydziału Matematyki-Fizyki i Chemii. Była przewodniczącą Komisji do spraw nadawania nauczycielom chemii stopni specjalizacji zawodowej. Uczestniczyła w Szkołach Problemów Dydaktyki Chemii oraz Konferencjach Centralnego Ośrodka Metodycznego Studiów Nauczycielskich. Współpracowała z komisjami programowymi i kwalifikacyjnymi dla nauczycieli chemii przy Ministerstwie Edukacji Narodowej. Była członkinią Polskiego Towarzystwa Chemicznego. Dzięki niej powołano Sekcję Dydaktyczną towarzystwa. Podejmowała działania z dydaktykami chemii z Niemiec, Czech i Rosji. Prowadziła badania naukowe z różnymi ośrodkami za granicą (Brema, Oldenburg, Greifswald). Była ekspertką uznawaną na arenie międzynarodowej.
Opublikowała wiele prac naukowych i artykułów na temat dydaktyki oraz metodyki nauczania chemii. Przygotowała kilka skryptów z metodyki nauczania i historii chemii. Napisała wiele książek pomocniczych dla nauczycieli chemii, podręczniki szkolne i zbiory zadań. Pisała do czasopisma „Chemia w Szkole”.
Od 1952 była pierwszą żoną Stanisława Matysika. Mieli syna Wojciecha, inżyniera elektronika, i córkę Annę po mężu Mydlarską, reżyserkę filmów dokumentalnych.

## Nagrody i wyróżnienia
- Medal Komisji Edukacji Narodowej[3]
- Medal im. Jana Harabaszewskiego - Odznaka Honorowa Polskiego Towarzystwa Chemicznego
- Odznaka tytułu honorowego „Zasłużony Nauczyciel PRL”

## Upamiętnienie
Jej imię nosi jedno z najbardziej prestiżowych wyróżnień w dziedzinie chemii – Medal im. Zofii Matysikowej. Można go otrzymać za wybitne osiągnięcia dydaktyczno-wychowawcze, popularyzację wiedzy chemicznej, rozwijanie innowacyjnych metod nauczania i uczenia się oraz aktywną działalność na rzecz edukacji chemicznej.